# 克洛德·科恩-塔诺季
克洛德·科恩-塔诺季（法語：Claude Cohen-Tannoudji，法語發音：[klod kɔɛn tanudʒi]，1933年4月1日—），法国物理学家，巴黎高等師範學院教授。1979年獲英國物理學會楊氏獎。由於「發展了用雷射冷卻和捕獲原子的方法」，與朱棣文和威廉·丹尼爾·菲利普斯一同獲得1997年的諾貝爾物理獎。

## 生平
克洛德·科恩-塔诺季出生於法屬阿爾及利亞的君士坦丁塞法迪犹太人家庭。從當地大學畢業後，他來到巴黎，進到了巴黎高等師範學院。
他的指導教授包括亨利·嘉当、洛朗·施瓦茨和阿爾弗雷德·卡斯特勒。
1958年他與一名高校教師雅克利娜·韦拉（Jacqueline Veyrat）結婚。
他的求學一度由於被徵召而中斷，在軍隊中度過了28個月（因阿爾及利亞戰爭的緣故，時間較一般役期更長）。
1960年，他回到學校並在1962年取得博士學位。

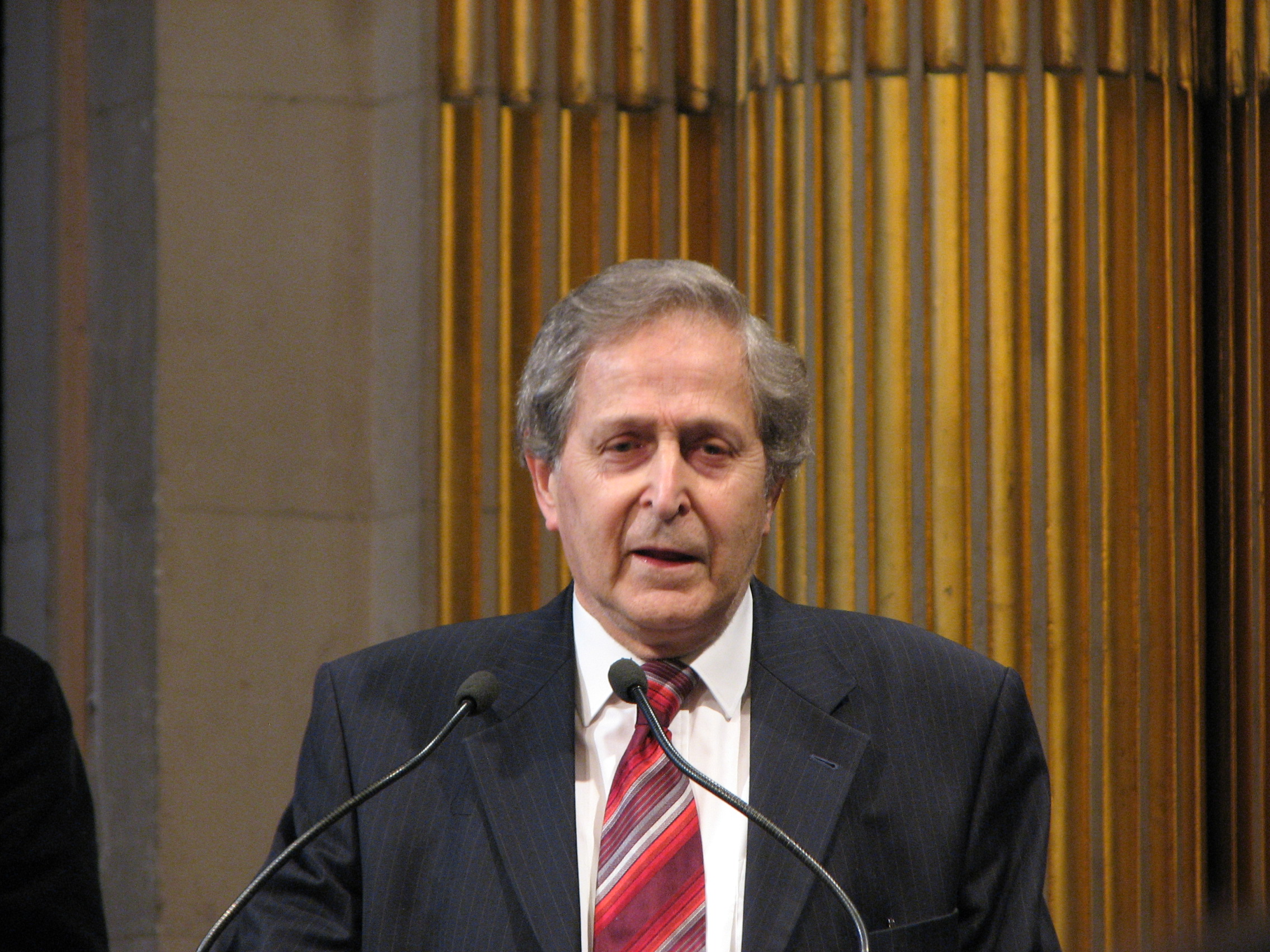
克洛德·科恩-塔诺季，2010年

他開始在巴黎大學教授量子力學。以該課程的授課講義為基礎，他與兩位同事寫了一本知名教科書《Mécanique quantique》。
此外他也繼續有關原子-光子交互作用的研究，他的研究團隊發展了光綴飾態的模型。
1973年他成為了法蘭西公學院的教授。在1980年代早期，他開始了教授有關雷射場對原子的作用。
同時他也與阿蘭·阿斯佩等人一同成立了一個實驗室，關注於雷射冷卻與束縛。
最終他的研究工作讓他與朱棣文和威廉·丹尼爾·菲利普斯一同獲得1997年的諾貝爾物理獎
。

## 獲獎
- 1979年 因光學裡關於場的傑出研究獲得英國物理學會楊氏獎；
- 1997年 由於「發展了用雷射冷卻和捕獲原子的方法」，獲得諾貝爾物理獎。

## 外部連結
- 诺贝尔官方网站克洛德·科恩-塔诺季傳記 （页面存档备份，存于）
- 克洛德·科恩-塔诺季研究團隊